# Katharina Eunicke
Katharina (Friederike Dorothea Bernhardine) Eunicke, verh. Mühlenbruch (* 1804 in Berlin; † 1842 in Schwerin) war eine deutsche Opern- und Konzertsängerin.

## Leben
Katharina Eunicke war die Tochter des Tenors Friedrich Eunicke (1764–1844) und der Sopranistin Therese Eunicke-Schwachhofer (1774–1849), beides Sänger an der Berliner Hofoper. Ihre Schwester war die Sängerin Johanna Eunicke. Katharina wurde von ihren Eltern ausgebildet und debütierte 1823 in Berlin. Von 1824 bis 1829 war sie am Königsstädtischen Theater in Berlin als zweite Sängerin engagiert. Sie trat auch als Konzertsängerin in Berlin auf. 1829 heiratete sie den Geiger Heinrich Mühlenbruch (1803–1887) und ist als „Mad. Mühlenbruch“ bzw. „Mad. Mühlenbruch-Eunicke“ in den Konzertrezensionen dieser Zeit zu finden. Zusammen mit ihrem Mann war sie von 1830 bis 1841 am Theater Bremen engagiert, hier trat sie auch zusammen mit Henriette Grabau auf. Gastspiele führten sie u. a. nach Mannheim. Die Allgemeine musikalische Zeitung berichtete über einen Auftritt in Bremen 1833: 
„Die Hauptzierde unserer Concerte ist die Gattin unsers obengenannten Concertmeisters, Mad. Mühlenbruch, die als Dem. Luniette (?) [recte: Eunicke], sich schon in Berlin eines ausgezeichneten künstlerischen Rufes zu erfreuen gehabt hat. Das Entzücken über die Leistungen dieser wackern Künstlerin war immer gleich gross – sie ist eine wahrhaft dramatische Sängerin, mit schönem Umfange der Stimme, welche auf das Vollkommenste ausgebildet ist, und reisst durch ihren köstlichen Vortrag, welcher den reinsten musikalischen Geschmack verräth, Alles zur höchsten Begeisterung hin.“
1841 zog das Paar nach Schwerin, da Heinrich Mühlenbruch Musikdirektor am dortigen Hoftheater wurde.